# アルス島
座標: 北緯55度58分0秒 東経9度54分0秒 / 北緯55.96667度 東経9.90000度

アルス島の位置

アルス島 （Als, ドイツ語：Alsen）は、バルト海に浮かぶデンマーク領の島。アルス・スンド海峡を挟んでユラン半島の東にあり、ドイツ領のシュレースヴィヒ北岸にある。島の面積は321k㎡で、総人口はおよそ60,000人。行政面ではスナボーコムーネに属する。

## 概要
島の北と東は小ベルト海峡があり、南にはフレンスボー・フィヨルド、西にアルス・フィヨルドとアルス・スンド海峡がある。
スナボー市が基礎自治体の中心地である。商業に適した良港があり、2つの橋がユトランド半島と島との間に架かっている。一つは1981年完成の全長682mのアルス・スンド橋、もう一つは1930年に完成した鉄道橋でもある全長331mのクリスチャン10世橋である。フェリーも運航している。
アルス島は肥沃な土地であり、養豚業が盛んである。島はかつて果樹園で知られており、一部は今もある。島西岸はアウゴステンボー・フィヨルドなど多くの湾と入り江がある。

## 歴史
多くの考古学的発見から、島には後期鉄器時代から人が居住していたことがわかっている。
中世には、島は多くの貴族たちの影響下に置かれ、その誰もが島と島民を支配した。デンマーク王クリスチャン3世の息子ヨーハンは公国として島を所有し、他の貴族らから権利を買い上げた。島はのちに再度小さな公国に分割されたが、この試みはたちまち失敗した。

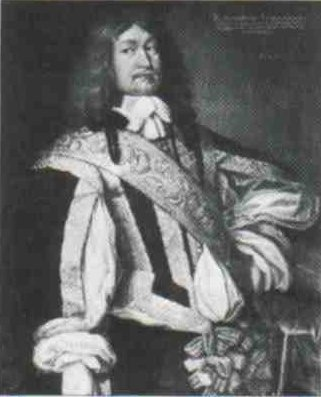
初代アウゴステンボー公エルンスト・ギュンター1世（1609年 - 1689年）

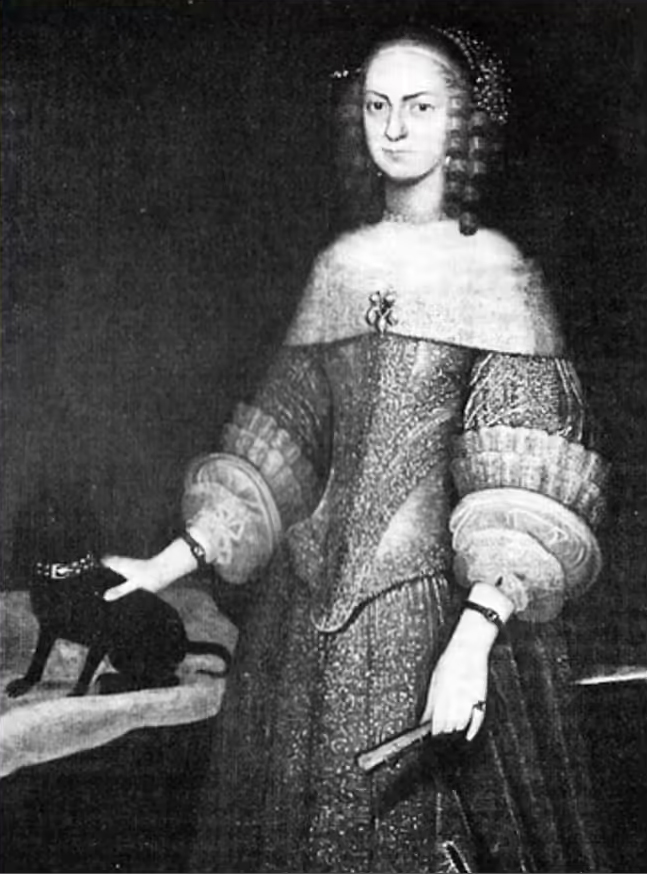
初代アウゴステンボー公爵夫人アウゴスタ（1633年 - 1701年）

アウゴステンボーの町は、オルデンブルク家の分家にあたるスレースヴィ＝ホルステン＝セナーボー公家の一員であるエルンスト・ギュンターによって1651年より後に、アウゴステンボー宮殿の周囲につくられた。エルンスト・ギュンターはクリスチャン3世の曾孫にあたり、領地を持たない次男以下の出であった。宮殿と、必然的に町は、エルンストの妻アウゴスタを記念した名前アウゴステンボーとなった。アウゴスタは夫エルンストと同族の出であった。
宮殿は、エルンスト・ギュンターの子孫が主に暮らす場所となり、やがては宮殿の名前が家名となった。18世紀後半までアウゴステンボー家とデンマーク王家は同族としてゆるぎなく代々続き、アウゴステンボー家が島の支配者となった。
公国は、宮殿に暮らした最後のアウゴステンボー公クリスチャン・アウグスト2世が親ドイツ派にまわったために、デンマーク王家によってその座を追われた。彼は1848年3月18日に島を離れた。
第一次シュレースヴィヒ＝ホルシュタイン戦争と同時期、デンマーク軍はフリードリヒ・フォン・ウランゲル指揮のオーストリア＝プロイセン連合軍に対してアルス島南西で正面衝突した。1864年にはアルス島の戦いが起こった。
1870年、アルス島はドイツ帝国によって要塞化された
島の支配者がドイツとなっても、島民の大半はデンマーク人だった。1920年、アルス島は国民投票によってデンマークへ復帰した。
1920年以後、アルスは急成長する産業で注目を集めた。1945年以後は特にダンフォス（en:Danfoss）が国際企業に成長した。
なお、アウゴステンボー家の直系は20世紀に入って断絶した。

## 名所

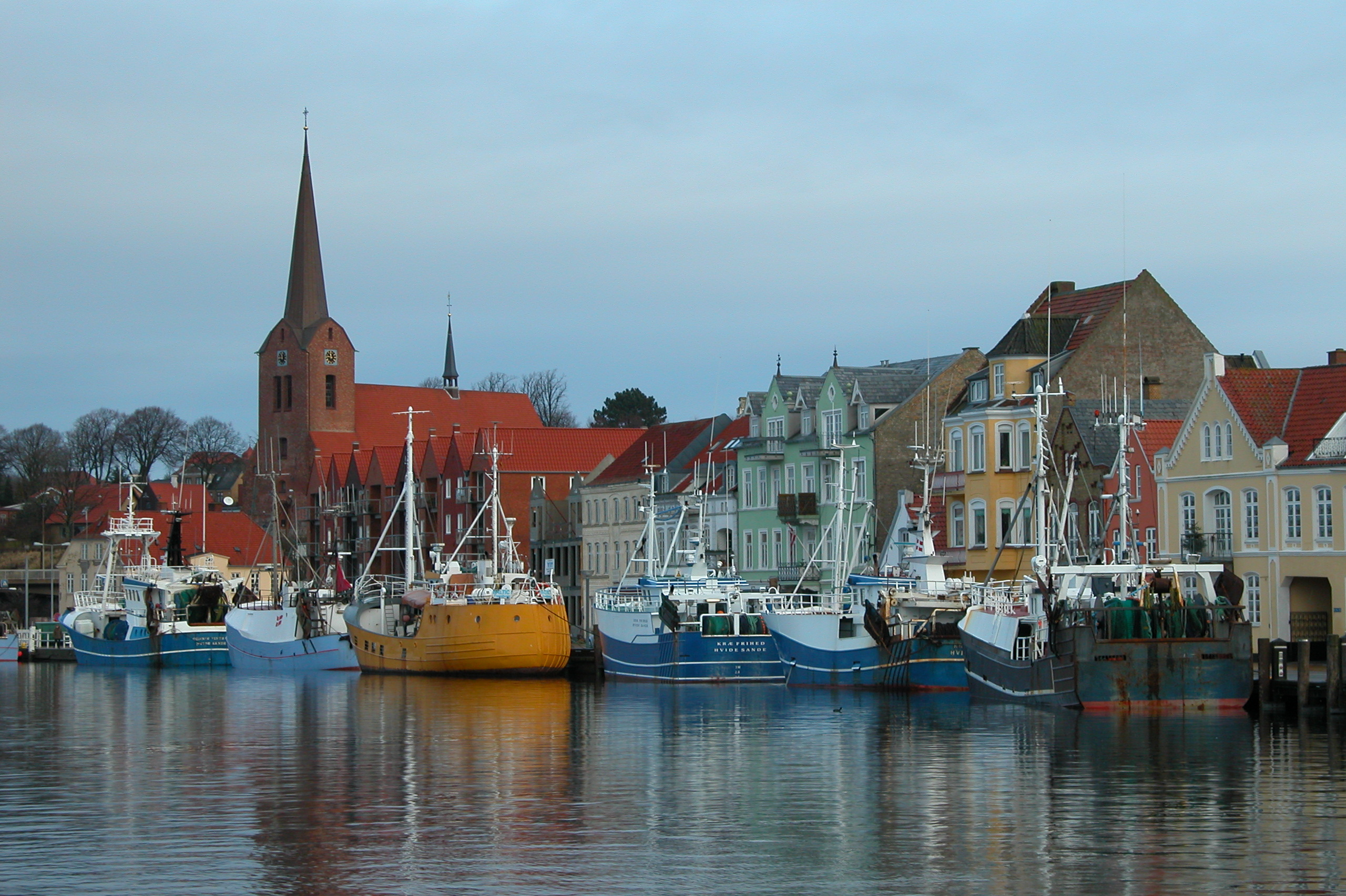
スナボー港

### アウゴステンボー宮殿
アウゴステンボー宮殿は現在病院として使用されている。城、町、公国の歴史についての展示は建物入り口付近にある。城内教会は夏期に一般公開される。

### スナボー
スナボーの町にはスナボー城とサンビェアウ荘園がある。スナボー城は町中心にあり、地域の歴史と文化に的を絞った博物館となっている。博物館は年中無休である。サンビェアウ荘園は長くスナボー公家の所有で、その後レーヴェントロー家のものとなったが、1954年にオーフス大学に寄付された。